# Lightspeed (entreprise)
Vous pouvez aider à l'améliorer ou bien discuter des problèmes sur sa page de discussion.
- Il ne cite pas suffisamment ses sources. Vous pouvez indiquer les passages à sourcer avec {{référence nécessaire}} ou {{Référence souhaitée}}, et inclure les références utiles en les liant aux notes de bas de page. (Marqué depuis septembre 2017)

- Archive Wikiwix
- Bing
- Cairn
- DuckDuckGo
- E. Universalis
- Gallica
- Google
- G. Books
- G. News
- G. Scholar
- Persée
- Qwant
- (zh) Baidu
- (ru) Yandex
- (wd) trouver des œuvres sur Wikidata

Pour les articles homonymes, voir Lightspeed (homonymie).
Lightspeed produit et distribue des systèmes de point de vente et des logiciels de commerce (POS) à Montréal au Québec. La compagnie fut fondée en 2005 par Dax Dasilva, qui en est également le PDG.
En octobre 2017, 50 000 entreprises utilisaient Lightspeed à travers plus d’une centaine de pays générant 15 milliards de dollars en transactions annuelles, dans le domaine du commerce de détail et de la restauration.
Lightspeed a son siège social dans l'édifice Jacques-Viger dans le Vieux-Montréal.

## Histoire
Dax Dasilva fonde Lightspeed en 2005 dans le but d’aider les petites et moyennes entreprises à ré-créer une expérience de magasinage mieux adaptée aux besoins de leur clientèle. L’objectif était également de créer un logiciel plus détaillé et plus personnalisé aux commerces qui s’en serviraient. M. Dasilva est programmeur de formation et a acquis de l'expérience dans le milieu alors qu'il est stagiaire pour un développeur chez Apple. Entre 2006 et 2011, l’entreprise croît de 1 900 pour cent et se démarque en devenant l’une des compagnies Canadiennes avec le plus important taux de croissance. En 2012, le magazine Profit a placé Lightspeed au 61e rang sur sa liste des « 200 compagnies Canadiennes avec la croissance la plus rapide ». Cette impressionnante évolution a attiré l’attention de la société de risque en capital Accel Partners qui a investi 30 millions de dollars dans l’entreprise en 2012.
Au mois d'août de la même année, la compagnie reçoit le prix du gouverneur général pour innovation dans le cadre de la 5e édition des Innovation Awards. Lightspeed se démarque par la qualité de ses applications, son logiciel et ses produits[non neutre]. Également primée, la fonctionnalité de Lightspeed pour iPad a permis à ses utilisateurs de transmettre la facilité d'accès, la valeur et la rapidité typiquement associées aux commerces en ligne au point de vente utilisé dans leur boutique pignon sur rue. Considérée comme la première plateforme PDV interactive de son genre, Lightspeed pour iPad offre aux détaillants de puissants outils de vente et de gestion d’inventaire leur permettant d’optimiser leur processus de vente et paiement.
Lightspeed a ouvert les portes de sa première succursale Américaine à New York en mars 2013. L’espace de 3 000 pieds carrés comprend un département des ventes et une salle de démonstration. Lightspeed New York est aussi depuis devenu un centre de formation pour les détaillants. La compagnie est reconnue pour les nombreux séminaires sur l’innovation en milieu de vente qu’elle tient dans ses bureaux. Ces événements sont organisés pour encourager les propriétaires d’entreprises et leur permettre d'échanger des idées et conseils avec d’autres entrepreneurs, tout cela dans le but d'améliorer l'expérience de magasinage offerte dans leurs magasins respectifs.
En juillet 2013, la compagnie a lancé Lightspeed Retail, un produit web issu d’HTML5 pouvant être utilisé par n’importe quel ordinateur. MerchantOS, un développeur de logiciel de point de vente acquis par Lightspeed, est l’auteur de cette innovation. Au cumul, les clients Lightspeed ont généré 7,5 milliards de dollars de revenu en 2013.
Le 18 juin 2014, Lightspeed a annoncé l’ajout du service Advanced Analytics à ses fonctionnalités pour Lightspeed Retail. Cet outil fournit plus de 40 types de rapports en temps réel, informant ses utilisateurs sur l'état de leurs ventes, la performance de leurs employés, leur processus de paiement, leur inventaire ainsi que leurs données client. Ce nouvel accès à autant de données détaillées a permis aux détaillants d’avoir accès à une meilleure compréhension du fonctionnement de leur entreprise. Ce puissant outil leur a permis de mieux identifier les tendances d’achat dans leur milieu et de faire des choix mieux éclairés quant à la gestion de leurs affaires. Le type d’analyse de données offert par cette fonctionnalité se compare à celui d’une PGI à grande échelle ou à une solution d’intelligence en affaires. Par conséquent, le produit offert par Lightspeed est beaucoup plus abordable et plus facile d'accès.
En septembre 2014, Lightspeed bénéficie d’une ronde d'investissement de 35 millions menées par iNovia Capital. Le même mois, la compagnie commence son partenariat avec Vantiv, une compagnie de gestion de paiement et un producteur de solutions technologiques, afin de développer une plateforme de paiement qui permet aux utilisateurs de faire des transactions par le biais du logiciel Lightspeed. Le mois suivant, Lightspeed fait l’acquisition de Posios, une compagnie Belge se spécialisant en solution de point de vente pour le milieu de la restauration. En octobre 2014, Lightspeed sert 21 000 entreprises et traite plus de 8,2 milliards de dollars en transactions annuelles.
Dès le mois d’avril 2015, Lightspeed est installé dans 1 000 nouvelles entreprises à chaque mois et son logiciel est utilisé par plus de 23 000 entreprises dans plus de 30 pays. Le volume annuel de transactions générées par la compagnie augmente de 120 % depuis l'année précédente. En septembre 2015, Lightspeed conclut une entente de 61 millions de dollars dans une ronde de financement Séries C dirigée par la Caisse de dépôts et placement du Québec avec la participation des investisseurs initiaux, Accel Partners et iNovia.
Lightspeed fait l'acquisition de SEOShop en novembre 2015, une compagnie issue d’Amsterdam se spécialisant dans les logiciels de commerce électronique. C’est alors que Lightspeed annonce que leurs services sont offerts tant aux boutiques pignon sur rue qu’aux commerces en ligne. La plateforme de commerce en ligne de SEOShop devient ainsi Lightspeed eCom et est perfectionnée afin d’offrir une intégration complète et fluide avec le logiciel Lightspeed Retail.
En octobre 2017, Lightspeed POS annonce un investissement de 166m $US mené par la Caisse de dépôt et placement du Québec.
En février 2022, le fondateur, Dax Dasilva, quitte la tête de l'entreprise. Il demeurera président-directeur du conseil d'administration.
En Juillet 2022, le gouvernement du Québec a acheté pour 49 millions de dollars d'action de l'entreprise.
Lightspeed emploie près de 3000 employés à Montréal, Ottawa, Gand, Amsterdam, Olympie, Londres, Paris, Berlin et New York. La compagnie dessert plus d'une centaine de pays, mais œuvre principalement aux États-Unis, au Canada, en Australie et au Royaume-Uni.